# 福什科阿新鎮
40°5′N 7°8′W / 40.083°N 7.133°W
福什科阿新鎮（葡萄牙語：Vila Nova de Foz Côa），是葡萄牙的城鎮，位於該國中北部，由瓜達區負責管轄，始建於1299年，面積398.15平方公里，2011年人口7,312，人口密度每平方公里18.36人。